# Zelenoroba čeladica
Zelenoroba čeladica (znanstveno ime Mycena viridimarginata) je gliva iz rodu čeladic (Mycena).

## Značilnosti
Klobuk ima v premeru od 1 do 4 cm. Mlad je stožčast ali zvončast, s starostjo se splošči in na sredini obdrži temnejšo grbico. Je olivno do zelenkasto rjave barve, prosojno progast. Rob je svetlejše rumenkasto olivne barve.
Lističev je od 20 do 25 in segajo do beta na katerega so rahlo prirasli. So belkaste do rumenkaste barve. Ostrinka je zelenkasta, po čemer je ta čeladica tudi dobila svoje vrstno ime.
Bet je visok od 2 do 7 cm in širok od 1 do 3 mm, votel, krhek, spodaj je rahlo razširjen, rahlo ukrivljen, zgoraj suh, spodaj gol, rumenkasto do rumenkasto rjav (barve medu), proti dnu temnejši do temno rjav. Vrh je včasih zelo bled, skoraj bel, osnova je gosto prekrita z belkastimi vlakni. Vonj nerazločen do rahlo dušikov.

## Razširjenost in življenjski prostor
Raste od pozne pomladi do jeseni kot gniloživka na padlih vejah ali razpadajočih štorih iglavcev.

## Mikroskopske značilnosti
Trosni odtis je bele barve. Trosi so elipsasti, gladki, amiloidni in merijo 9–11,8 x 6–7,5 μm. Razmerje med dolžino in širino (Q) je 1,3–1,7.

## Podobne vrste
- rumenoroba čeladica (Mycena citrinomarginata) je manjša ima rumen rob klobuka in rumeno rjavo ostrinko lističev.

## Uporabnost
Neužitna.

## Galerija slik
- mlada goba
- klobuk
- lističi in bet
- trosi